# Львівські Отруби
Львівські Отруби — село в Україні, у Тягинській сільській громаді Бериславського району Херсонської області. Населення становить 126 осіб.

## Населення

### Мовний склад
Рідна мова населення за даними перепису 2001 року:
| Мова       | Чисельність, осіб | Доля     |
| ---------- | ----------------- | -------- |
| Українська | 113               | 89,68 %  |
| Російська  | 5                 | 3,97 %   |
| Інше       | 8                 | 6,35 %   |
| Разом      | 126               | 100,00 % |

## Історія

### Російське вторгнення в Україну (з 2022)
У березні 2022 року територія села була окупована російськими військами в ході вторгнення на Херсонщину.
Вранці 11 листопада 2022 року, в ході контрнаступу в Херсонській області, Збройні сили України визволили село з-під російської окупації.
26 листопада 2022 року працівниками ДСНС та зусиллями Саперів, в селі було виявлено тіла двох розстріляних мирних мешканців, що загинули під час окупації населеного пункту.

## Географія
Селом тече річка Балка Короля.

## Люди
В селі народився Калюжний Віктор Михайлович (нар. 1934) — комбайнер, новатор сільськогосподарського виробництва, Герой Соціалістичної Праці.